# Drosophila prolaticilia
Drosophila prolaticilia är en tvåvingeart som beskrevs av Elmo Hardy 1965. Drosophila prolaticilia ingår i släktet Drosophila och familjen daggflugor.
Artens utbredningsområde är Hawaii.